# Enrique Graf
Enrique Graf (Montevideo, 18 de julio de 1953) es un pianista uruguayo-estadounidense, intérprete de música clásica.

## Biografía
Nació en Montevideo en 1953, en una familia que lo impulsó a formarse musicalmente a partir de los cuatro años, en particular con la ayuda de su madre. Después de egresar del Conservatorio Falleri-Balzo y ganar varios concursos nacionales, la OEA y el Instituto Peabody de Baltimore le otorgaron una beca completa para estudiar con el pianista Leon Fleisher. Mientras terminaba sus estudios secundarios, ganó el Primer Premio en el Concurso Internacional de Piano «William Kapell» en 1978, el «National Ensemble Competitio»n y el «East and West International Auditions» en Nueva York.
Desde entonces ha actuado en recitales, música de cámara y con orquestas en salas de Estados Unidos como el Lincoln Center, el Kennedy Center, y la National Gallery of Art de Washington D. C., el South Bay Center for the Arts de Los Ángeles, el Broward Center for the Performing Arts de Florida, el Carnegie Hall, el Symphony Space y el DiMenna Center de Nueva York. También ha participado en el Festival de San Miguel de Allende en México, el Chautauqua Festival en Nueva York, el Music Fest Perugia (Perugia, Italia), en ciclos del Mozarteum Argentino, en el Centro Cultural São Paulo, el Centro Cultural de Filipinas, la Sociedad de Piano Beethoven de Europa en St Martin-in-the-Fields en Londres, el Festival Internacional de Piano de Spoleto en Italia, en los festivales brasileños de Vale Vêneto, Santa Maria y Natal en Brasil y el Festival de Música de Kiev, los Festivales de Piano de las universidades de Maryland y Houston, entre otros.
Participó como solista con las orquestas de Nueva York, Pittsburgh, Baltimore, Nashville, Indianápolis, Augusta, Macon, Richmond, Washington, Miami, Orlando, Nueva Jersey, Virginia Occidental, Charleston, South Carolina Philharmonic, Flagstaff, Greenville, American Chamber Orchestra, Sinfonia da Camera en Illinois, Symphony of the Americas, Florida Virtuosi, Chamber Orchestra of the Triangle, Janacek Philharmonic, Hudson Valley, Springfield, Texas, Moscú, Praga, Kiev, Lviv, Puerto Rico, Bogotá, Santiago, Concepción, Rosario, Tucumán, Caracas, Lima y Montevideo.
Su repertorio abarca conciertos de Bach, Haydn, Mozart, Beethoven (los cinco conciertos y el Triple), Brahms, Liszt, Grieg, Franck, Mendelssohn, Tschaikowsky, Rachmaninoff, Gershwin, Poulenc, Ravel, Shostakovich, De Falla, Turina, Hoiby, y estrenó los conciertos de Edward Hart y Florencia Di Concilio. Tocó y grabó para el sello Naxos Records el Concierto para Piano, Vientos y Percusión de Leonardo Balada.
Ha realizado giras con grupos de cámara como el Cuarteto Latinoamericano, el Ives Quartet, el Baltimore Wind Quintet, American Chamber Players, el Cuarteto de Cuerdas Apollo y el Quinteto de Vientos de Praga..
Su disco compacto de obras de Francis Poulenc con Nibya Mariño y la Orquesta Sinfónica de Charleston fue distinguido por el The Sunday Times y recibió 5 estrellas en Classic CD. Otros discos incluyen Variaciones de Bach y Mendelssohn, los Cuadros de una exposición de Músorgski, la Sonata en Si Menor de Liszt, Suites de Bach, un recital en vivo con favoritos del repertorio pianístico, obras latinoamericanas para violín y piano y Conciertos para Piano y Orquesta de Beethoven, Grieg, Gershwin, Edward Hart< y Leonardo Balada.
Ha ofrecido master classes en universidades como Yale, el Conservatorio de Shanghái, la Academia de las Artes de Hong Kong, la Universidad Nacional de Corea, la Universidad Federal de San Pablo, los conservatorios Peabody, Oberlin y Eastman. 
Fue profesor en el Preparatorio del Instituto Peabody de la Universidad Johns Hopkins, Artista en Residencia en la Universidad de Charleston y Artista Visitante en la Universidad Carnegie Mellon en Pittsburgh. 
Desde 2018 es fundador y director artístico del Festival Internacional de Colonia en Uruguay.